# Furudalen
Furudalen är en ort i Jörlanda socken i Stenungsunds kommun i Västra Götalands län. Den klassades som småort mellan 2000 och 2005 samt från 2020.